# 鼻軟骨
鼻軟骨的結構帶有支撐鼻子的功能。
鼻軟骨包含：
- 鼻副軟骨
- 鼻中隔軟骨
- 鼻翼大軟骨
- 鼻外側軟骨
- 鼻翼小軟骨
- 犁鼻軟骨